# 너를 죽이고
너를 죽이고(The Aftermath of Murder)는 한국에서 제작된 허서형 감독의 2021년 드라마, 스릴러 영화이다. 천민희 등이 주연으로 출연하였다.

## 출연

### 주연
- 천민희
- 조용준
- 백인권
- 김준형
- 조재영
- 박노식

### 조연
- 정성희
- 김정한